# Scarabaeus palemo
Scarabaeus palemo là một loài bọ cánh cứng trong họ Bọ hung (Scarabaeidae).